# Earlville (Queensland)
Earlville è un sobborgo di Cairns, Queensland, Australia. Si trova a 4 km da Cairns. Ha una popolazione di 4.030 abitanti.